# Андреас Ндој
Андреас Рихардос Ндој (грч. Ανδρέας Ριχάρδος Ντόι; Атина, 2. фебруар 2003) је грчки фудбалер албанског порекла који тренутно наступа за Рио Аве. Игра на позицији одбрамбеног играча.

## Успеси
Олимпијакос
- Лига конференције (1) : 2023/24.[3]